# 小須田和彦
小須田 和彦（こすだ かずひこ、1961年〈昭和36年〉 - ）は日本のテレビプロデューサー。フジテレビスポーツ局チーフゼネラルプロデューサー。
通称「日本一ついてない男」。

## 来歴・人物
群馬県出身。群馬県立高崎高等学校（1980年卒、79期）では硬式野球部に所属。
1981年（昭和56年）、早稲田大学法学部に入学。1985年（昭和60年）、同大学卒業後、制作会社VIC株式会社に入社。1993年（平成5年）、フジテレビジョン（フジテレビ）に入社。主にバラエティ番組を担当し、「ダウンタウンのごっつええ感じ」のディレクター・プロデューサーなどを務めていた。
1997年（平成9年）10月、ヤクルトスワローズの優勝決定試合中継の為「ごっつええ感じ」の特番が急遽中止になり、松本人志の激怒やフジテレビへの不信感から始まり、その後吉本興業をも巻き込んでの番組打ち切り騒動に発展した。同時に小須田が企画していたロンドンブーツ1号2号の新番組が立ち消えとなり、更にはディレクターとして演出担当をしていた「明石家さんまのスポーツするぞ!大放送」が終了した。これらの責任を取る形でスポーツ部に異動。さらに同年12月の「明石家サンタの史上最大のクリスマスプレゼントショー」では、電話口で号泣したところ8秒で合格。友人の甲斐よしひろと飲みながら電話し、明石家さんまに慰められた。この一連の「ついてなさ」や人事異動が、下記のキャラクター「小須田部長」のベースとなった。
オーバーしていた美術予算管理の為に美術部へと人事異動したが、野球や競馬の人気低迷を打破する為にスポーツ局に引き抜かれた。「明石家さんまのスポーツするぞ!大放送」をお台場明石城でプレゼンし、2004年（平成16年）11月1日に復活させた。
2007年（平成19年）初夏の人事異動で、スポーツ局副部長からバラエティセンターに復帰した。2009年（平成21年）6月、水口昌彦がポニーキャニオン取締役に就任するのを機に、デスク担当部長から部長に昇進した。2011年（平成23年）6月29日付で、専任局次長に就任。
2012年（平成24年）6月28日より現職。

## 小須田部長
小須田をモデルとした「小須田部長」は1999年（平成11年）11月から2001年（平成13年）9月まで同局で放送された『笑う犬の冒険』で内村光良が演じたキャラクターである。
部長職に付くまでは優秀な人物だったのだが、忘年会で社長の物真似をした事から社長を激怒させてしまい、その後毎回のように余計な事をやって社長や幹部を怒らせ、都度転勤（左遷）となって無茶な作業をやらされ（毎回役職も変わっているため、厳密には部長ではない）、妻から三行半を叩きつけられる。
最終回では映画「アルマゲドン」に近いテイストのコントを披露し、宇宙へと旅立った。

## 担当番組
- 森田一義アワー 笑っていいとも!（横澤彪班）AD
- 夢で逢えたら（ディレクター）
  - 夢の中から（ディレクター）
- ダウンタウンのごっつええ感じ（初期・ディレクター→アシスタントプロデューサー→中 - 後期・2代目プロデューサー）
- 年忘れソバ喰ってもちスペシャル しっかりせなあかんて!（ディレクター）
- 冒冒グラフ（プロデューサー）
- 挑戦大みそか!今田・東野・板尾の鬼のいぬ間に天下獲るったるねん!（1995年、プロデューサー）
- 一人ごっつ（プロデューサー兼ディレクター）
- おえかきバラエティ びっくりピカソおもしろゴッホ（プロデューサー）
- 明石家さんまのスポーツするぞ!大放送（チーフディレクター）
  - 平成教育テレビ
- さるしばい（プロデューサー）
- 力の限りゴーゴゴー!!
- 一人ごっつ
- 笑う犬シリーズ
- めちゃ×2イケてるッ!
  - 胸さわぎの土曜日
- プレゼンタイガー
- 27時間テレビ
- エブナイ
- あしたのG
- プロ野球珍プレー・好プレー大賞
- うまッチ!（プロデューサー）
- スーパー競馬（プロデューサーとして長野翼を抜擢）
- スポーツLIFE HERO'S（編集長）